# Vetsorgo Dorsum
Il Vetsorgo Dorsum è una struttura geologica della superficie di Venere.